# Warwick Bridge
Warwick Bridge är en by i Cumbria i England. Byn ligger 7,3 km från Carlisle. Orten har 1 239 invånare (2015).